# Rydger III
Rydger III (Rüdiger, Rüdiger II) – polski herb szlachecki z nobilitacji.

## Opis herbu
Opis herbu z wykorzystaniem zasad blazonowania, zaproponowanych przez Alfreda Znamierowskiego:
Na tarczy dzielonej w słup, w polu prawym, czerwonym trzy skosy srebrne;
W polu lewym, czerwonym, ramię zbrojne srebrne, trzymające hak złoty.
Klejnot: ramię z hakiem jak w godle, w słup, między dwoma skrzydłami orlimi - srebrnym i czerwonym.
Labry czerwone, podbite srebrem.
Juliusz Karol Ostrowski blazonuje herb nieco inaczej, opisując ramię jako czerwone, zaś trzymany przez nie przedmiot jako haczyk w kształcie litery S. Tynktura lewego pola nie jest opisana. Ramię w klejnocie jak w tarczy.

## Najwcześniejsze wzmianki
Nadany Augustowi, Maciejowi i Jakubowi Rüdigerom z Torunia 11 grudnia 1570.

## Herbowni
Ponieważ herb Rydger III był herbem własnym, prawo do posługiwania się nim przysługuje tylko jednemu rodowi herbownemu:
Rydynger (Rüdiger)